# Karl Friedrich Abel
| I denna artikel     |
| används tonnamnen   |
| B♭ och H.           |
| Se olika skrivsätt. |

Karl Friedrich Abel, född 1723 i Köthen, död den 20 juni 1787 i London, var en tysk tonsättare och virtuos på viola da gamba,

## Biografi
Abels far var även han gambist och en äldre bror, August Abel (1717–1794) var en framstående violonist. Abel studerade för Johann Sebastian Bach och fick sedan anställning under Johann Adolph Hasse vid hovkapellet i Dresden. Abel blev dock osams med Hasse, och begav sig ut på resa. Slutligen kom han 1759 till London där han tillsammans med Johann Christian Bach ledde en rad berömda konserter, och senare dog 1787.
Som gambaspelare var Abel särskilt beundrad för sitt uttrycksfulla sätt att framföra långsamma satser. Som kompositör var Abel av sin samtid högt skattad, även i Sverige, som en i raden av de mästare som stilistiskt föregick de stora wienklassikerna. Han har efterlämnat bland annat konserter, stråkkvartetter och sonater.

## Verkförteckning
- Symfoni Op. 1 nr.1 i B♭-dur, WK 1
- Symfoni Op. 1 nr.2 i C-dur, WK 2
- Symfoni Op. 1 nr.3 i D-dur, WK 3
- Symfoni Op. 1 nr.4 i Ess-dur, WK 4
- Symfoni Op. 1 nr.5 i F-dur, WK 5
- Symfoni Op. 1 nr.6 i G-dur, WK 6
- Symfoni Op. 4 nr.1 i D-dur, WK 7
- Symfoni Op. 4 nr.2 i B♭-dur, WK 8
- Symfoni Op. 4 nr.3 i Ess-dur, WK 9
- Symfoni Op. 4 nr.4 i C-dur, WK 10
- Symfoni Op. 4 nr.5 i G-dur, WK 11
- Symfoni Op. 4 nr.6 i D-dur, WK 12
- Symfoni Op. 7 nr.1 i G-dur, WK 13
- Symfoni Op. 7 nr.2 i B♭-dur, WK 14
- Symfoni Op. 7 nr.3 i D-dur, WK 15
- Symfoni Op. 7 nr.4 i F-dur, WK 16
- Symfoni Op. 7 nr.5 i C-dur, WK 17
- Symfoni Op. 7 nr.6 i Ess-dur, WK 18
- Symfoni Op. 10 nr.1 i E-dur, WK 19
- Symfoni Op. 10 nr.2 i B♭-dur, WK 20
- Symfoni Op. 10 nr.3 i Ess-dur, WK 21
- Symfoni Op. 10 nr.4 i C-dur, WK 22
- Symfoni Op. 10 nr.5 i D-dur, WK 23
- Symfoni Op. 10 nr.6 i A-dur, WK 24
- Symfoni Op. 14 nr.1 i C-dur, WK 25
- Symfoni Op. 14 nr.2 i Ess-dur, WK 26
- Symfoni Op. 14 nr.3 i D-dur, WK 27
- Symfoni Op. 14 nr.4 i B♭-dur, WK 28
- Symfoni Op. 14 nr.5 i G-dur, WK 29
- Symfoni Op. 14 nr.6 i Ess-dur, WK 30
- Symfoni Op. 17 nr.1 i Ess-dur, WK 31
- Symfoni Op. 17 nr.2 i B♭-dur, WK 32
- Symfoni Op. 17 nr.3 i D-dur, WK 33
- Symfoni Op. 17 nr.4 i C-dur, WK 34
- Symfoni Op. 17 nr.5 i B♭-dur, WK 35
- Symfoni Op. 17 nr.6 i G-dur, WK 36
- Symfoni i C-dur, WK 37
- Symfoni i B♭-dur, WK 38
- Symfoni i Ess-dur, WK 39
- Symfoni i B♭-dur, WK 40
- Symfoni i D-dur, WK 41
- Sinfonia concertante för oboekvartett i B♭-dur, WK 42
- Sinfonia concertante för oboekvartett i D-dur, WK 43
- Periodical Overture i D-dur, WK 44
- Overture to 'Love i a village' i D-dur, WK 45a
- Overture to 'The summer's tale' i B♭-dur, WK 45b
- Flöjtkonsert nr.1 i C-dur, WK 46
- Flöjtkonsert nr.2 i e-moll, WK 47
- Flöjtkonsert nr.3 i D-dur, WK 48
- Flöjtkonsert nr.4 i C-dur, WK 49
- Flöjtkonsert nr.5 i G-dur, WK 50
- Flöjtkonsert nr.6 i C-dur, WK 51
- Cellokonsert i B♭-dur, WK 52
- Klaverkonsert Op. 11 nr.1 i F-dur, WK 53
- Klaverkonsert Op. 11 nr.2 i B♭-dur, WK 54
- Klaverkonsert Op. 11 nr.3 i Ess-dur, WK 55
- Klaverkonsert Op. 11 nr.4 i D-dur, WK 56
- Klaverkonsert Op. 11 nr.5 i G-dur, WK 57
- Klaverkonsert Op. 11 nr.6 i C-dur, WK 58
- Flöjtkonsert nr.7 i D-dur, WK 59
- Cellokonsert i C-dur, WK 60
- Stråkkvartett Op. 8 nr.1 i F-dur, WK 61
- Stråkkvartett Op. 8 nr.2 i B♭-dur, WK 62
- Stråkkvartett Op. 8 nr.3 i Ess-dur, WK 63
- Stråkkvartett Op. 8 nr.4 i D-dur, WK 64
- Stråkkvartett Op. 8 nr.5 i A-dur, WK 65
- Stråkkvartett Op. 8 nr.6 i F-dur, WK 66
- Flöjtkvartett Op. 12 nr.1 i C-dur, WK 67
- Flöjtkvartett Op. 12 nr.2 i A-dur, WK 68
- Flöjtkvartett Op. 12 nr.3 i F-dur, WK 69
- Flöjtkvartett Op. 12 nr.4 i D-dur, WK 70
- Flöjtkvartett Op. 12 nr.5 i B♭-dur, WK 71
- Flöjtkvartett Op. 12 nr.6 i G-dur, WK 72
- Stråkkvartett Op. 15 nr.1 i E-dur, WK 73
- Stråkkvartett Op. 15 nr.2 i C-dur, WK 74
- Stråkkvartett Op. 15 nr.3 i Ess-dur, WK 75
- Stråkkvartett Op. 15 nr.4 i G-dur, WK 76
- Stråkkvartett Op. 15 nr.5 i F-dur, WK 77
- Stråkkvartett Op. 15 nr.6 i A-dur, WK 78
- Raccolta för klaver i C-dur, WK 79a
- Raccolta för klaver i B♭-dur, WK 79b
- Triosonat Op. 3 nr.1 i G-dur, WK 80
- Triosonat Op. 3 nr.2 i C-dur, WK 81
- Triosonat Op. 3 nr.3 i B♭-dur, WK 82
- Triosonat Op. 3 nr.4 i D-dur, WK 83
- Triosonat Op. 3 nr.5 i A-dur, WK 84
- Triosonat Op. 3 nr.6 i Ess-dur, WK 85
- Triosonat Op. 9 nr.1 i A-dur, WK 86
- Triosonat Op. 9 nr.2 i C-dur, WK 87
- Triosonat Op. 9 nr.3 i G-dur, WK 88
- Triosonat Op. 9 nr.4 i B♭-dur, WK 89
- Triosonat Op. 9 nr.5 i D-dur, WK 90
- Triosonat Op. 9 nr.6 i F-dur, WK 91
- Triosonat Op. 16a nr.1 i G-dur, WK 92
- Triosonat Op. 16a nr.2 i D-dur, WK 93
- Triosonat Op. 16a nr.3 i C-dur, WK 94
- Triosonat Op. 16a nr.4 i A-dur, WK 95
- Triosonat Op. 16a nr.5 i D-dur, WK 96
- Triosonat Op. 16a nr.6 i G-dur, WK 97
- Triosonat Op. 16b nr.1 i G-dur, WK 98
- Triosonat Op. 16b nr.2 i D-dur, WK 99
- Triosonat Op. 16b nr.3 i C-dur, WK 100
- Triosonat Op. 16b nr.4 i G-dur, WK 101
- Triosonat för 2 violins & violoncell i A-dur, WK 102
- Triosonat för 2 violins & violoncell i A-dur, WK 103
- Triosonat för 2 flöjter & violoncell i G-dur, WK 104
- Triosonat för 2 flöjter & violoncell i D-dur, WK 105
- Triosonat för 2 flöjter & violoncell i G-dur, WK 106
- Triosonat för 2 flöjter & violoncell i F-dur, WK 107
- Triosonat för 2 flöjter & violoncell i c-moll, WK 108
- Triosonat för 2 flöjter & violoncell i G-dur, WK 109
- Triosonat för 2 flöjter & violoncell i G-dur, WK 110
- Triosonat för 2 flöjter & violoncell i D-dur, WK 110a
- Triosonat för 2 flöjter & violoncell i G-dur, WK 110b
- Triosonat för 2 flöjter & violoncell i C-dur, WK 110c
- Triosonat för 2 flöjter & violoncell i B♭-dur, WK 110d
- Triosonat för 2 flöjter & violoncell i C-dur, WK 110e
- Triosonat för 2 flöjter & violoncell i C-dur, WK 110f
- Klavertrio Op. 2 nr.1 i C-dur, WK 111
- Klavertrio Op. 2 nr.2 i F-dur, WK 112
- Klavertrio Op. 2 nr.3 i D-dur, WK 113
- Klavertrio Op. 2 nr.4 i B♭-dur, WK 114
- Klavertrio Op. 2 nr.5 i G-dur, WK 115
- Klavertrio Op. 2 nr.6 i Ess-dur, WK 116
- Klavertrio Op. 5 nr.1 i B♭-dur, WK 117
- Klavertrio Op. 5 nr.2 i G-dur, WK 118
- Klavertrio Op. 5 nr.3 i E-dur, WK 119
- Klavertrio Op. 5 nr.4 i C-dur, WK 120
- Klavertrio Op. 5 nr.5 i A-dur, WK 121
- Klavertrio Op. 5 nr.6 i F-dur, WK 122
- Flöjtsonat Op. 6 nr.1 i C-dur, WK 123
- Flöjtsonat Op. 6 nr.2 i G-dur, WK 124
- Flöjtsonat Op. 6 nr.3 i G-dur, WK 125
- Flöjtsonat Op. 6 nr.4 i E-dur, WK 126
- Flöjtsonat Op. 6 nr.5 i F-dur, WK 127
- Flöjtsonat Op. 6 nr.6 i G-dur, WK 128
- Violinsonat Op. 13 nr.1 i G-dur, WK 129
- Violinsonat Op. 13 nr.2 i F-dur, WK 130
- Violinsonat Op. 13 nr.3 i A-dur, WK 131
- Violinsonat Op. 13 nr.4 i B♭-dur, WK 132
- Violinsonat Op. 13 nr.5 i C-dur, WK 133
- Violinsonat Op. 13 nr.6 i Ess-dur, WK 134
- Violinsonat Op. 18 nr.1 i G-dur, WK 135
- Violinsonat Op. 18 nr.2 i A-dur, WK 136
- Violinsonat Op. 18 nr.3 i C-dur, WK 137
- Violinsonat Op. 18 nr.4 i Ess-dur, WK 138
- Violinsonat Op. 18 nr.5 i B♭-dur, WK 139
- Violinsonat Op. 18 nr.6 i F-dur, WK 140
- Violinsonat i C-dur, WK 140a
- Klaversonat i B♭-dur, WK 140b
- Sonat för viola da gamba nr. 1 i C-dur, WK 141
- Sonat för viola da gamba nr. 2 i A-dur, WK 142
- Sonat för viola da gamba nr. 3 i D-dur, WK 143
- Sonat för viola da gamba nr. 4 i G-dur, WK 144
- Sonat för viola da gamba nr. 5 i A-dur, WK 145
- Sonat för viola da gamba nr. 6 i e-moll, WK 146
- Sonat för viola da gamba nr. 7 i G-dur, WK 147
- Sonat för viola da gamba nr. 8 i A-dur, WK 148
- Sonat för viola da gamba nr. 9 i G-dur, WK 149
- Sonat för viola da gamba nr.10 i e-moll, WK 150
- Sonat för viola da gamba nr.11 i C-dur, WK 151
- Sonat för viola da gamba nr.12 i G-dur, WK 152
- Sonat för viola da gamba nr.13 i G-dur, WK 153
- Sonat för viola da gamba nr.14 i D-dur, WK 154
- Sonat för viola da gamba nr.15 i G-dur, WK 155
- Sonat för viola da gamba nr.16 i D-dur, WK 156
- Sonat för viola da gamba nr.17 i e-moll, WK 157
- Sonat för viola da gamba nr.18 i D-dur, WK 158
- Sonat för viola da gamba nr.19 i G-dur, WK 159
- Sonat för viola da gamba nr.20 i D-dur, WK 160
- Sonat för viola da gamba nr.21 i D-dur, WK 161
- Sonat för viola da gamba nr.22 i C-dur, WK 162
- Sonat för viola da gamba nr.23 i A-dur, WK 163
- Sonat för viola da gamba nr.24 i A-dur, WK 164
- Sonat för viola da gamba nr.25 i D-dur, WK 165
- Sonat för viola da gamba nr.26 i D-dur, WK 166
- Sonat för viola da gamba nr.27 i G-dur, WK 167
- Sonat för viola da gamba nr.28 i D-dur, WK 168
- Sonat för viola da gamba nr.29 i D-dur, WK 169
- Sonat för viola da gamba nr.30 i C-dur, WK 170
- Sonat för viola da gamba nr.31 i G-dur, WK 171
- Sonat för viola da gamba nr.32 i D-dur, WK 172
- Sonat för viola da gamba nr.33 i A-dur, WK 173
- Sonat för viola da gamba nr.34 i G-dur, WK 174
- Sonat för viola da gamba nr.35 i A-moll, WK 175
- Sonat för viola da gamba nr.36 i F-moll, WK 176
- Sonat för viola da gamba nr.37 i A-dur, WK 177
- Sonat för viola da gamba nr.38 i G-dur, WK 178
- Sonat för viola da gamba nr.39 i A-dur, WK 179
- Sonat för viola da gamba nr.40 i D-dur, WK 180
- Sonat för viola da gamba nr.41 i D-dur, WK 181
- Sonat för viola da gamba nr.42 i G-dur, WK 182
- Sonat för viola da gamba nr.43 i A-dur, WK 183
- Sonat för viola da gamba nr.44 i C-dur, WK 184
- Arpeggio för viola da gamba i D-dur, WK 185
- Allegro för viola da gamba i D-dur, WK 186
- Stycke för viola da gamba i D-dur, WK 187
- Tempo fi minuetto för viola da gamba i D-dur, WK 188
- Adagio för viola da gamba i D-dur, WK 189
- Vivace för viola da gamba i D-dur, WK 190
- Andante för viola da gamba i D-dur, WK 191
- Stycke för viola da gamba i D-dur, WK 192
- Stycke för viola da gamba i D-dur, WK 193
- Stycke för viola da gamba i D-dur, WK 194
- Stycke för viola da gamba i D-dur, WK 195
- Fuga för viola da gamba i D-dur, WK 196
- Stycke för viola da gamba i D-dur, WK 197
- Allegro för viola da gamba i D-dur, WK 198
- Stycke för viola da gamba i D-dur, WK 199
- Tempo di minuetto för viola da gamba i D-dur, WK 200
- Tempo di minuetto för viola da gamba i D-dur, WK 201
- Stycke för viola da gamba i D-dur, WK 202
- Stycke för viola da gamba i D-dur, WK 203
- Con variatione för viola da gamba i D-dur, WK 204
- Stycke för viola da gamba i d-moll, WK 205
- Stycke för viola da gamba i d-moll, WK 206
- Allegro för viola da gamba i d-moll, WK 207
- Stycke för viola da gamba i d-moll, WK 208
- Adagio för viola da gamba i d-moll, WK 209
- Minuetto för viola da gamba i D-dur, WK 210
- Allegretto för viola da gamba i A-dur, WK 211
- Allegro för viola da gamba i A-dur, WK 212
- Menuett för klaver i C-dur, WK 213
- Menuett för klaver i D-dur, WK 214
- Menuett för klaver i G-dur, WK 215
- Menuett för klaver i G-dur, WK 216
- Marsch i F-dur, WK 217
- Marsch i F-dur, WK 218
- Marsch i F-dur, WK 219
- Marsch i F-dur, WK 220
- Marsch i F-dur, WK 221
- Marsch i B♭-dur, WK 222
- Marsch i F-dur, WK 223
- Andante för stråkkvartett i Ess-dur, WK 224
- Flöjtkvartett i F-dur, WK 225
- Flöjtkvartett i D-dur, WK 226
- Flöjtkvartett with viola da gamba i G-dur, WK 227
- Violoncellduett i D-dur, WK 228
- Concertino för 2 klarinetter i Ess-dur (lost), WK 229
- 5 adagios för stråkkvartett, WK 230
- Dolly's eyes are so bright, WK 231
- 4 soli för flöjt (lost), WK 232
- Frena le belle lagrime, WK deest

## Utvalda verk med opus-nummer
- Op. 1: 6 Ouvertyrer eller sinfonior (1761)
- Op. 2: 6 Sonater för klaver och violin och violoncell (ad libitum) (1760)
- Op. 3: 6 Triosonater för 2 violiner och generalbas (1762)
- Op. 4: 6 Ouvertyrer eller sinfonior (1762)
- Op. 5: 6 Sonater för klaver och violin och violoncell (ad libitum) (1762)
- Op. 6: 6 Sonater för klaver och flöjt (1763)
- Op. 7: 6 Symfonier (1767)
- Op. 8: 6 stråkkvartetter (1768)
- Op. 9: 6 Triosonater för violin, violoncell och basso continuo (1771)
- Op. 10: 6 Symfonier (1771)
- Op. 11: 6 Konserter för klaver och stråkar (1771)
- Op. 12: 6 Flöjtkvartetter (1774)
- Op. 13: 6 Sonater för klaver och violin (1777)
- Op. 14: 6 Symfonier (1778)
- Op. 15: 6 Stråkkvartetter (1780)
- Op. 16: 4 Triosonater för 2 flöjter och generalbas (1781)
- Op. 16: 6 Triosonater för violin, viola och violoncell (1782)
- Op. 17: 6 Symfonier (1785)
- Op. 18: 6 Sonater för klaver och violin (1784)